# منطقه حفاظت‌شده پرور
منطقه حفاظت‌شده پرور واقع در استان سمنان است که قسمت کوچکی از آن در استان مازندران می‌باشد.

## تاریخچه
در سال ۱۳۴۶ توسط شورای عالی شکاربانی و نظارت بر صید حکومت وقت، منطقه پرور که در آن زمان از توابع شهرستان ساری بوده به عنوان منطقه حفاظت شده مصوب شد. البته حدود و ثغور این منطقه چندین بار مورد تجدید نظر قرار گرفته‌است و محدوده فعلی، مطابق با مصوبه سال ۱۳۵۵ از آن تاریخ تا به امروز بدون تغییر مانده‌است.

## موقعیت جغرافیایی و محدوده نفوذ
منطقه حفاظت شده پرور در استان سمنان و در فاصله ۲۰ کیلومتری شمال شهر شهمیرزاد  قرار دارد.
وسعت این منطقه ۶۴٬۸۴۴ هکتار است.
این منطقه که در البرز شرقی واقع شده از شمال به شهرستان ساری و شهرستان سوادکوه، از جنوب به شهمیرزاد، از شرق به شهرستان دامغان و از غرب به شهرستان فیروزکوه محدود شده‌است. موقعیت جغرافیایی آن از ۵۳ درجه و ۲۳ دقیقه تا ۴۸ دقیقه در طول جغرافیایی و ۳۵ درجه و ۵۳ دقیقه تا ۳۶ درجه و ۱۰ دقیقه در عرض جغرافیایی است.

## اقلیم
منطقه حفاظت شده پرور تحت تأثیر آب و هوای شمال البرز و شرایط جوی فلات مرکزی ایران است. نرخ بارش آن از شمال به جنوب و از شرق به غرب کاهش پیدا می‌کند. این منطقه دارای رودخانه دائمی است که در خارج از منطقه از قله نیزوا سرچشمه گرفته و پس از حرکت از سمت غرب و شمال از آن خارج می‌شود و یکی از شاخه‌های رودخانه تجن را تشکیل می‌دهد. بخش‌های وسیعی از منطقه حفاظت شده پرور را جنگل‌های ارس (گیاه) و هیرکانی دربر گرفته‌است.
روستاهای  رودبارک،پرور، کاورد، تمام، تلاجیم، فینسک و ملاده در آن قرار دارند. چشم‌اندازهای طبیعی، انواع گونه‌های جانوری شامل خرس، گربه وحشی، ییلاق‌های متعدد، انواع گیاهان دارویی و بناهای تاریخی گوناگون و کاخ ابراهیم‌خان در ملاده از جاذبه‌های گردشگری منطقه است.